# Home Nations Championship 1938
Nach dem Ausschluss Frankreichs wurde das Rugby-Union-Turnier Five Nations (heute Six Nations) von 1932 bis 1939 als Home Nations Championship mit vier britischen Mannschaften weitergeführt. Das Turnier des Jahres 1938 fand vom 15. Januar bis zum 19. März statt. Turniersieger wurde Schottland, das mit Siegen gegen alle anderen Teilnehmer die Triple Crown schaffte.

## Teilnehmer
| Land       | Stadion                        | Stadt             | Kapitän       |
| ---------- | ------------------------------ | ----------------- | ------------- |
| England    | Twickenham Stadium             | London            | Peter Cranmer |
| Irland     | Lansdowne Road                 | Dublin            | George Morgan |
| Schottland | Murrayfield Stadium            | Edinburgh         | Wilson Shaw   |
| Wales      | Cardiff Arms Park / St Helen’s | Cardiff / Swansea | Cliff Jones   |

## Tabelle
|    | Land       | Spiele | Siege | Unent. | Ndlg. | Spiel- punkte | Diff. | Tabellen- punkte |
| -- | ---------- | ------ | ----- | ------ | ----- | ------------- | ----- | ---------------- |
| 1. | Schottland | 3      | 3     | 0      | 0     | 52:36         | + 16  | 6                |
| 2. | Wales      | 3      | 2     | 0      | 1     | 31:21         | + 10  | 4                |
| 3. | England    | 3      | 1     | 0      | 2     | 60:49         | + 11  | 2                |
| 4. | Irland     | 3      | 0     | 0      | 3     | 33:70         | − 37  | 0                |

## Ergebnisse
| 15. Januar 1938 | Wales                                                                | 14 : 8        | England                                     | Cardiff Arms Park, Cardiff Zuschauer: 40.000 Schiedsrichter: Cardiff Arms Park, Cardiff |
| 15. Januar 1938 | Versuche: McCarley Rees Erhöhungen: Jenkins Straftritte: Jenkins (2) | (9:3) Bericht | Versuche: Candler Sever Erhöhungen: Freakes | Cardiff Arms Park, Cardiff Zuschauer: 40.000 Schiedsrichter: Cardiff Arms Park, Cardiff |

| 5. Februar 1938 | Schottland                                                    | 8 : 6         | Wales                  | Murrayfield Stadium, Edinburgh Zuschauer: 60.000 Schiedsrichter: Cyril Gadney (England) |
| 5. Februar 1938 | Versuche: Crawford Erhöhungen: Crawford Straftritte: Crawford | (0:6) Bericht | Versuche: McCarley (2) | Murrayfield Stadium, Edinburgh Zuschauer: 60.000 Schiedsrichter: Cyril Gadney (England) |

| 12. Februar 1938 | Irland                                               | 14 : 36        | England | Lansdowne Road, Dublin Schiedsrichter: Jimmie Ireland (Schottland) |
| 12. Februar 1938 | Versuche: Bailey Cromey Daly Mayne Erhöhungen: Crowe | (0:23) Bericht | Versuche: Bolton Giles Marshall Nicholson Prescott Reynolds Unwin Erhöhungen: Parker (6) Straftritte: Parker | Lansdowne Road, Dublin Schiedsrichter: Jimmie Ireland (Schottland) |

| 26. Februar 1938 | Schottland                                                                                              | 23 : 14        | Irland                                                      | Murrayfield Stadium, Edinburgh Schiedsrichter: Cyril Gadney (England) |
| 26. Februar 1938 | Versuche: Drummond Forrest (2) Macrae Erhöhungen: Crawford (2) Straftritte: Drummond Dropgoals: Dorward | (15:3) Bericht | Versuche: Cromey Moran Morgan O’Loughlin Erhöhungen: Walker | Murrayfield Stadium, Edinburgh Schiedsrichter: Cyril Gadney (England) |

| 12. März 1938 | Wales                                                           | 11 : 5        | Irland                               | St Helen’s, Swansea Zuschauer: 40.000 Schiedsrichter: Jimmie Ireland (Schottland) |
| 12. März 1938 | Versuche: Clement Taylor Erhöhungen: Legge Straftritte: Wooller | (3:5) Bericht | Versuche: Moran Erhöhungen: McKibbin | St Helen’s, Swansea Zuschauer: 40.000 Schiedsrichter: Jimmie Ireland (Schottland) |

| 19. März 1938 | England                                                    | 16 : 21        | Schottland                                                   | Twickenham Stadium, London Zuschauer: 70.000 Schiedsrichter: Ivor David (Wales) |
| 19. März 1938 | Versuche: Unwin Erhöhungen: Parker (3) Dropgoals: Reynolds | (9:12) Bericht | Versuche: Dick Renwick (2) Shaw (2) Erhöhungen: Crawford (2) | Twickenham Stadium, London Zuschauer: 70.000 Schiedsrichter: Ivor David (Wales) |